# Starpeace
Starpeace, sottotitolo An Earth Play for Sun and Air, è un album discografico dell'artista giapponese Yōko Ono pubblicato nel 1985 dalla Polygram Records. Si tratta di una sorta di concept album designato a diffondere un messaggio di pace nel mondo in opposizione all'escalation degli armamenti nucleari voluta da Ronald Reagan.

## Tracce
- Tutti i brani sono opera di Yōko Ono, tranne dove indicato diversamente.

"Air Side"
1. Hell in Paradise - 3:27
2. I Love All of Me - 3:53
3. Children Power - 2:26
4. Rainbow Revelation - 3:17
5. The King of the Zoo - 3:10
6. Remember Raven - 2:12

"Be Side"
1. Cape Clear - 4:52
2. Sky People - 3:46
3. You and I - 3:01
4. It's Gonna Rain (Living on Tiptoe) - 3:42
5. Starpeace - 3:17
6. I Love You, Earth - 2:40

### Bonus track ristampa Rykodisc
1. Imagine [Live] (John Lennon) - 4:44

## Singoli
- Hell in Paradise (7" con versione strumentale, 12" con remix) (Raggiunse la posizione numero 16 nella classifica US Dance)
- Cape Clear (Promo 12" con rifacimento di Walking On Thin Ice)

## Formazione
- Yōko Ono - voce
- Bernie Worrell, Jeff Bova - tastiere
- Eddie Martinez - chitarra, chitarra sintetizzata, sitar elettrico
- L. Shankar - violino
- Robbie Shakespeare - basso
- Sly Dunbar - batteria, batteria elettronica, percussioni
- Tony Williams - batteria
- Aïyb Dieng, Daniel Ponce, Anton Fier - percussioni
- Tony Levin - fischietto
- Bernard Fowler, Yolanda Lee Lewis - cori
- Nona Hendryx - cori in Hell in Paradise e Starpeace
- Sean Lennon - voce in Starpeace
- Jimmy Rip - chitarra in Imagine
- Leigh Foxx - basso in Imagine
- Mark Rivera, Phil Ashley - tastiere in Imagine
- Benny Gramm - batteria in Imagine
- Steve Scales - percussioni in Imagine